# Altica litigata
Altica litigata är en skalbaggsart som beskrevs av Henry Clinton Fall 1910. Altica litigata ingår i släktet Altica och familjen bladbaggar. Inga underarter finns listade i Catalogue of Life.